# Rhythm Inside
Chansons représentant la Belgique au Concours Eurovision de la chanson
Mother
(2014) What's the Pressure
(2016)
Rhythm Inside (en français, « Rythme à l'intérieur ») est une chanson du chanteur belge Loïc Nottet. Elle est composée par ce dernier et écrite par Beverly Jo Scott et est surtout connue pour être la chanson qui représente la Belgique au Concours Eurovision de la chanson 2015 qui a lieu à Vienne en Autriche.
La chanson se classe 4e sur 27, avec 217 points.

## Description
Le 10 mars 2015, Rhythm Inside est présentée par le chanteur en tant que titre représentant la Belgique à l'Eurovision 2015. Le morceau est masterisé par Stuart Hawkes du studio Metropolis de Londres et produit par Luuk Cox du groupe Shameboy.
La chanson est en compétition lors de la première demi-finale le 19 mai 2015 pour obtenir une place en finale qui a lieu le 23 mai. Elle se classe alors à la deuxième place de cette demi-finale avec 149 points. La chanson se qualifie pour la finale du concours et elle se positionne à la 4e place (sur 27) avec 217 points (et ayant reçu « 12 points » de la France, la Hongrie et des Pays-Bas). La Belgique est le premier pays de l'histoire à se classer quatrième en obtenant plus de 200 points.
C'est la meilleure performance belge depuis 2003 et la seconde place d'Urban Trad avec Sanomi. Au Concours Eurovision de la chanson 1966 à Luxembourg, la Belge Tonia positionne également Un peu de poivre, un peu de sel au 4e rang des meilleurs titres et Stella Maessen fait de même avec Si tu aimes ma musique en 1982 à Harrogate.
Rhythm Inside est la 13e chanson interprétée lors de la soirée après l'Australien Guy Sebastian avec Tonight Again et avant les Autrichiens The Makemakes avec I Am Yours. La présence de l'Australie s'explique cette année car celle-ci diffuse le Concours Eurovision depuis plus de trente ans et s'est impliquée de façon importante lors du Concours 2014 avec un entracte créé pour la deuxième demi-finale. Pour ces raisons et afin de célébrer la 60e édition de l'Eurovision avec un événement nouveau, le pays, invité à concourir en 2015, a accepté de participer.
Le titre Rhythm Inside récolte en quelques semaines un disque d'or en Belgique et un autre en Suède. Le 18 septembre 2015, il devient disque de platine en Belgique.

## Liste des pistes
Téléchargement
1. Rhythm Inside – 2 min 52

## Classements
| Classement (2015)                       | Meilleure position |
| --------------------------------------- | ------------------ |
| Allemagne (Media Control AG)            | 21                 |
| Australie (ARIA)                        | 61                 |
| Autriche (Ö3 Austria Top 40)            | 2                  |
| Belgique (Flandre Ultratop 50 Airplay)  | 1                  |
| Belgique (Flandre Ultratop 50 Singles)  | 1                  |
| Belgique (Wallonie Ultratop 50 Airplay) | 12                 |
| Belgique (Wallonie Ultratop 50 Singles) | 1                  |
| Écosse (OCC)                            | 38                 |
| Finlande (Suomen virallinen lista)      | 13                 |
| France (SNEP)                           | 85                 |
| Grèce (Billboard)                       | 10                 |
| Irlande (IRMA)                          | 83                 |
| Islande (Tonlist)                       | 12                 |
| Lituanie (M-1Top 40)                    | 8                  |
| Pays-Bas (Nederlandse Top 40)           | 26                 |
| Royaume-Uni (UK Singles Chart)          | 69                 |
| Russie (2M)                             | 4                  |
| Suède (Sverigetopplistan)               | 12                 |
| Suisse (Schweizer Hitparade)            | 34                 |